# مصينعة (المسيمير)

تعديل مصدري - تعديل

مصينعة هي إحدى قرى عزلة المسيمير بمديرية المسيمير التابعة لمحافظة لحج، بلغ تعداد سكانها 91 نسمة حسب تعداد اليمن لعام 2004.